# SMS Vulkan
El SMS Vulkan fue un Remolcador de salvamento de U-boots de la Kaiserliche Marine autorizado en 1907 y comisionado en 1908. El barco desplazaba 1595 t y tenía una velocidad máxima de 12 nudos.
Vulkan también es famoso por rescatar a dos submarinos, el U-30 el 27 de agosto de 1915 y el UC-45 el 17 de septiembre de 1917.

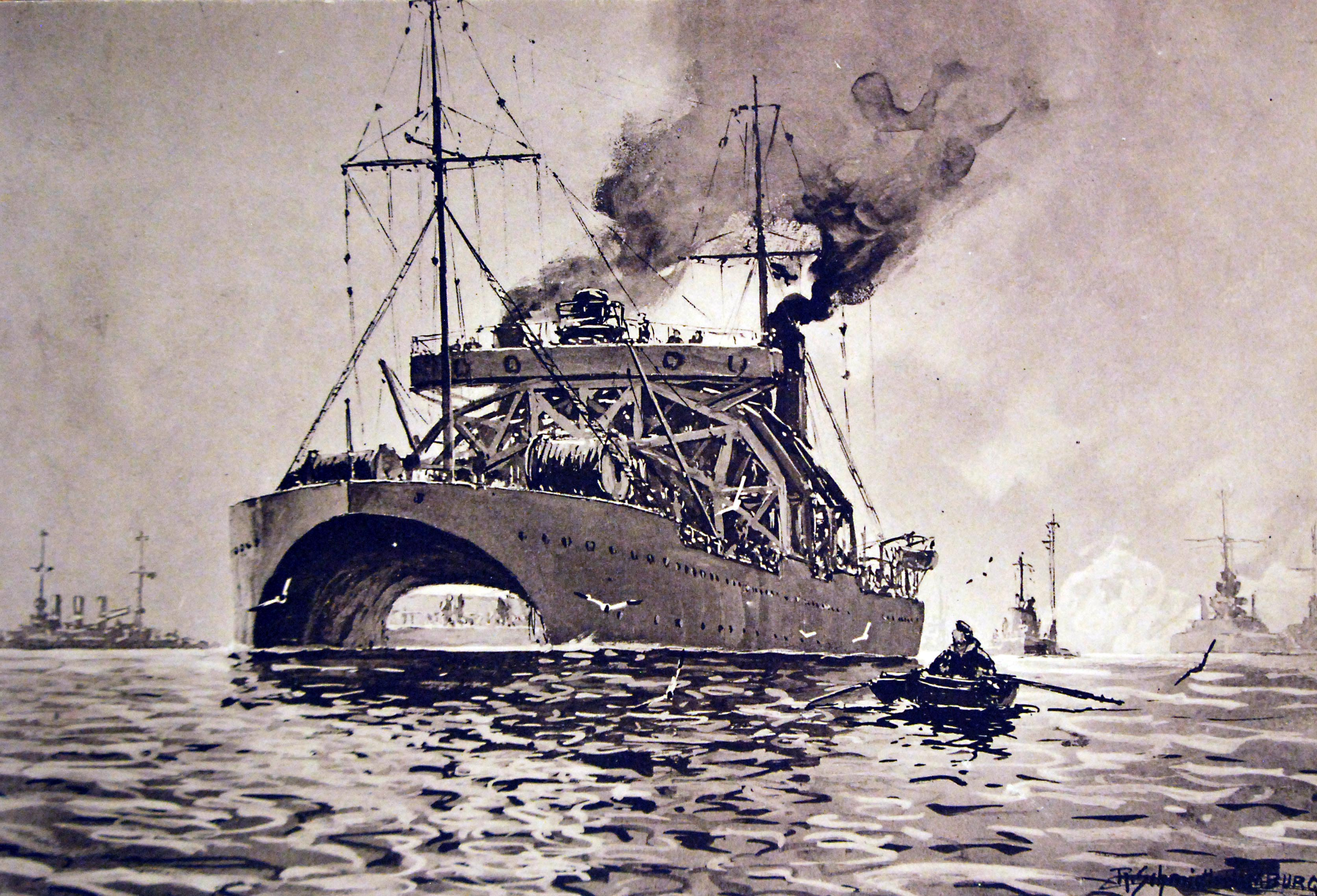
El SMS Vulkan durante la Primera Guerra Mundial, de R. Schmidt.

Al final de la Primera Guerra Mundial el 11 de noviembre de 1918, el buque se rindió a las fuerzas británicas junto con el remolcador de salvamento más grande, el SMS Cyclop. Se hundió en ruta a Harwich el 6 de abril de 1919 en posición 54°54′N 06°18′E / 54.900, 6.300.

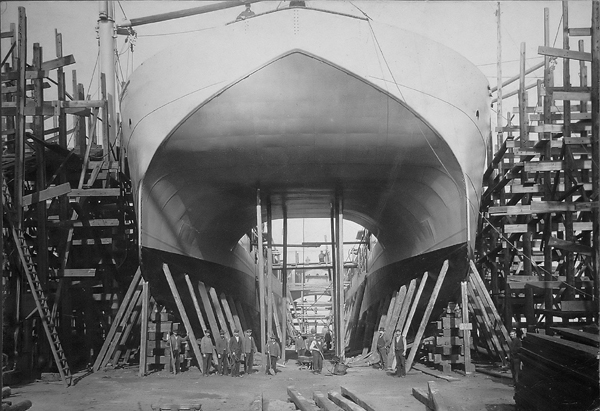
SMS Vulkan durante su construcción.